# Bae Doona
Bae Doona (reviderad romanisering av koreanska: Bae Du-na, koreanska: 배두나), född 11 oktober 1979 i Seoul, är en sydkoreansk skådespelare, fotomodell och fotograf. Hon blev känd utanför Sydkorea genom sin roll i Park Chan-wooks Hämnarens resa från 2002. 

## Filmografi
| År   | Film                    | Roll                                                                  | Info                 |
| ---- | ----------------------- | --------------------------------------------------------------------- | -------------------- |
| 1999 | The Ring Virus          | Park Eun-suh                                                          |                      |
| 2000 | Barking Dogs Never Bite | Park Hyun-nam                                                         |                      |
| 2000 | Plum Blossom            | Seo Nam-ok                                                            |                      |
| 2001 | Sök mig på mobilen      | Yoo Tae-hee                                                           |                      |
| 2002 | Hämnarens resa          | Cha Young-mi                                                          |                      |
| 2002 | Saving My Hubby         | Jung Geum-soon                                                        |                      |
| 2003 | Tube                    | Song In-kyung                                                         |                      |
| 2003 | Spring Bears Love       | Jung Hyun-chae                                                        |                      |
| 2005 | Linda Linda Linda       | Son                                                                   | Japansk film         |
| 2005 | Tea Date                | Sun-hee                                                               | Amerikansk kortfilm  |
| 2006 | The Host                | Park Nam-joo                                                          |                      |
| 2009 | Air Doll                | Nozomi                                                                | Japansk film         |
| 2012 | Doomsday Book           | Park Min-seo som vuxen (Cameoroll)                                    |                      |
| 2012 | As One                  | Ri Bun-hui                                                            |                      |
| 2012 | Cloud Atlas             | Sonmi~451 / Sonmi~351 / Tilda Ewing / Megans mamma / Mexikansk kvinna | Tysk-Amerikansk film |
| 2014 | A Girl at My Door       | Lee Young-nam                                                         |                      |
| 2015 | Jupiter Ascending       | Razo                                                                  | Amerikansk film      |
| 2015 | Red Carpet Dream        | Sig själv                                                             | Webfilm              |
| 2016 | The Tunnel              | Se-hyun                                                               |                      |
| 2017 | Chang-ok's Letter       |                                                                       | Kortfilm             |
| 2018 | The Drug King           | Kim Jeong-ah                                                          |                      |